# تيد غوغيغان
تيد غوغيغان (بالإنجليزية: Ted Geoghegan)‏ (10 أغسطس 1979، بيفيرتون في الولايات المتحدة)؛ كاتب سيناريو وروائي أمريكي.

## روابط خارجية
- تيد غوغيغان على موقع IMDb (الإنجليزية)
- تيد غوغيغان على موقع قاعدة بيانات الفيلم (الإنجليزية)